# Джунушалиев, Джениш Джунушалиевич
Джениш Джунушалиевич Джунушалиев (кирг. Жеңиш Жунушалиев; 24 декабря 1935, Корумду (ныне Тюпский район, Иссык-Кульская область, Кыргызстан) — 4 мая 2016, Бишкек) — киргизский и советский учёный-историк, член-корреспондент Национальной академии наук Кыргызской Республики, профессор, доктор исторических наук. Заслуженный работник культуры Киргизской ССР (1982). Заслуженный деятель науки Кыргызской Республики (2000). Лауреат государственной премии по науке и технике Кыргызской Республики (дважды — 1996, 2002).

## Биография
В 1954 году окончил учительский институт в г. Пржевальске (теперь Иссык-Кульский государственный университет имени Касыма Тыныстанова). Учительствовал. В 1955—1960 годах продолжил учёбу на историческом факультете Киргизского госуниверситета. Затем до 1965 года работал директором средней школы в Ошской области, в 1965—1986 годах — на партийной работе.
В 1986—1991 годах — директор института истории партии. Позже, до 1997 года был ответственным секретарём отделения общественных наук НАН Кыргызстана.
Окончил аспирантуру Общественных наук при ЦК КПСС. В 1993 году стал доктором исторических наук.
В 1997—2014 годах работал руководителем Института истории и культурного наследия НАН Кыргызстана.
Автор более 130 научных трудов.